# La Cagoule
La Cagoule —nombre con el que popularmente se conoció al Comité Secreto de Acción Revolucionaria (Comité secret d'action révolutionnaire, CSAR) u Organización Secreta de Acción Revolucionaria Nacional (Organisation secrète d'action révolutionnaire nationale, OSARN)— fue una organización secreta de extrema derecha activa en Francia entre 1936 y 1937 conocida por su actividad terrorista.

## Historia

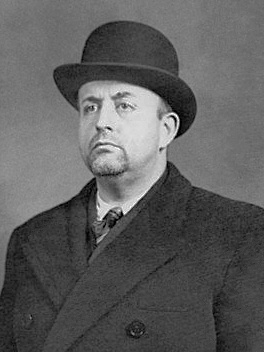
Eugène Deloncle fue el principal líder de la organización

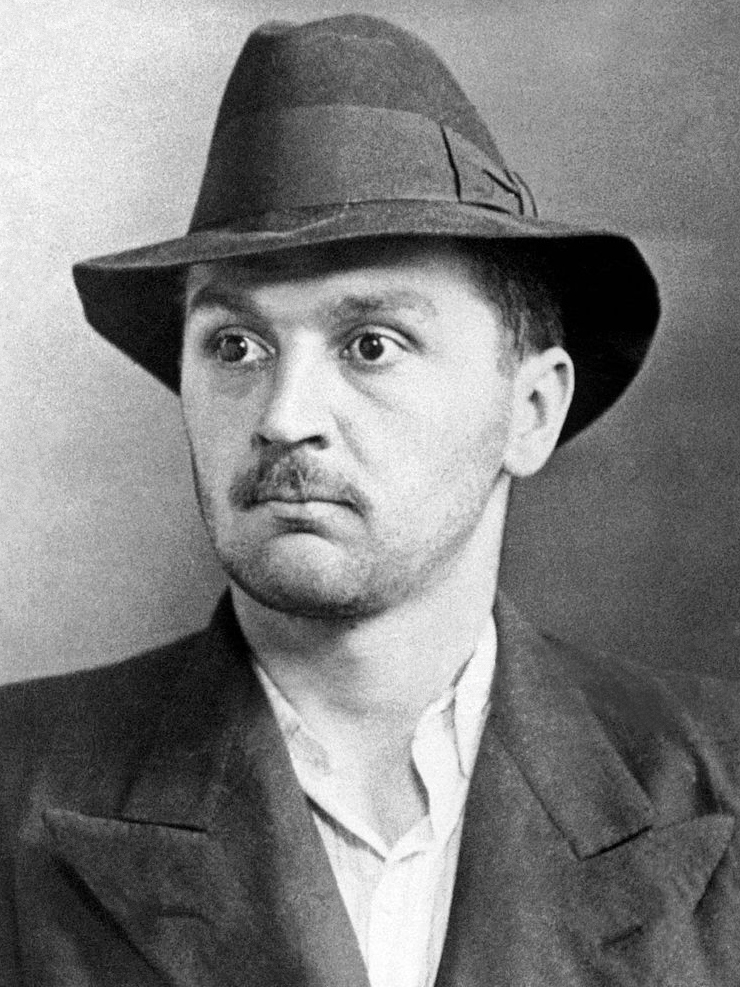
Jean Filliol fundó la organización junto con Deloncle

Fue fundada en 1936 por Eugène Deloncle y Jean Filliol, antiguos miembros de los Camelots du Roi, organización paramilitar juvenil vinculada al movimiento Acción Francesa. Estaba directamente en relación con Benito Mussolini, la Gestapo y la policía de Franco. Entre sus afiliados, además de doce generales en servicio, figuraban el mariscal Pétain y Pierre Laval (que años después acabarían dirigiendo el régimen de Vichy, títere de la Alemania nazi).
Entre las acciones perpetradas por sus militantes —conocidos como cagoulards ('encapuchados')— se destacan operaciones como el asesinato del periodista y economista ruso Dmitri Navashin, en enero de 1937); el degollamiento de Laetitia Toureaux en el metro de París, en mayo de 1937; el asesinato de Sabatino y Carlo Rosselli, dos hermanos italianos críticos con Mussolini, en junio de 1937; o el atentado con bomba contra la sede de la Confederación General de la Patronal francesa, en septiembre de 1937.
La organización, cuyo líder Eugène Deloncle deseaba un golpe de Estado en Francia similar al ocurrido en España, y que planeaba el derrocamiento de la Tercera República y la instauración de una dictadura, fue financiada económicamente por Eugène Schueller, fundador de L'Oréal, y se nutrió de efectivos principalmente en las clases medias. La organización proveyó con algunos voluntarios al bando sublevado durante la guerra civil española a cambio del suministro de armas. La cúpula de la organización fue esencialmente desmantelada en noviembre de 1937, tras una serie de redadas antes de que pudiera llevar a cabo su conspiración golpista. Con todo, un número de sus militantes se reactivó dentro del Movimiento Social Revolucionario (MSR) en 1940, y estarían detrás de diversos actos de violencia antisemita y asesinatos políticos.

## Referencias

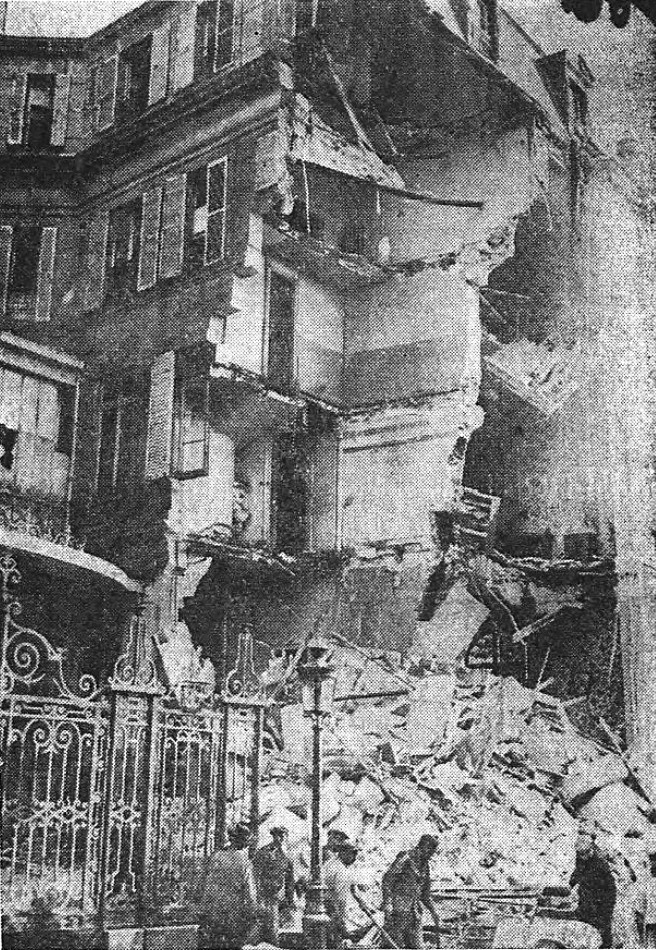
Edificio sede de la Confédération générale de la production française tras el atentado con bomba en septiembre de 1937